# 기타바타케 마사사토

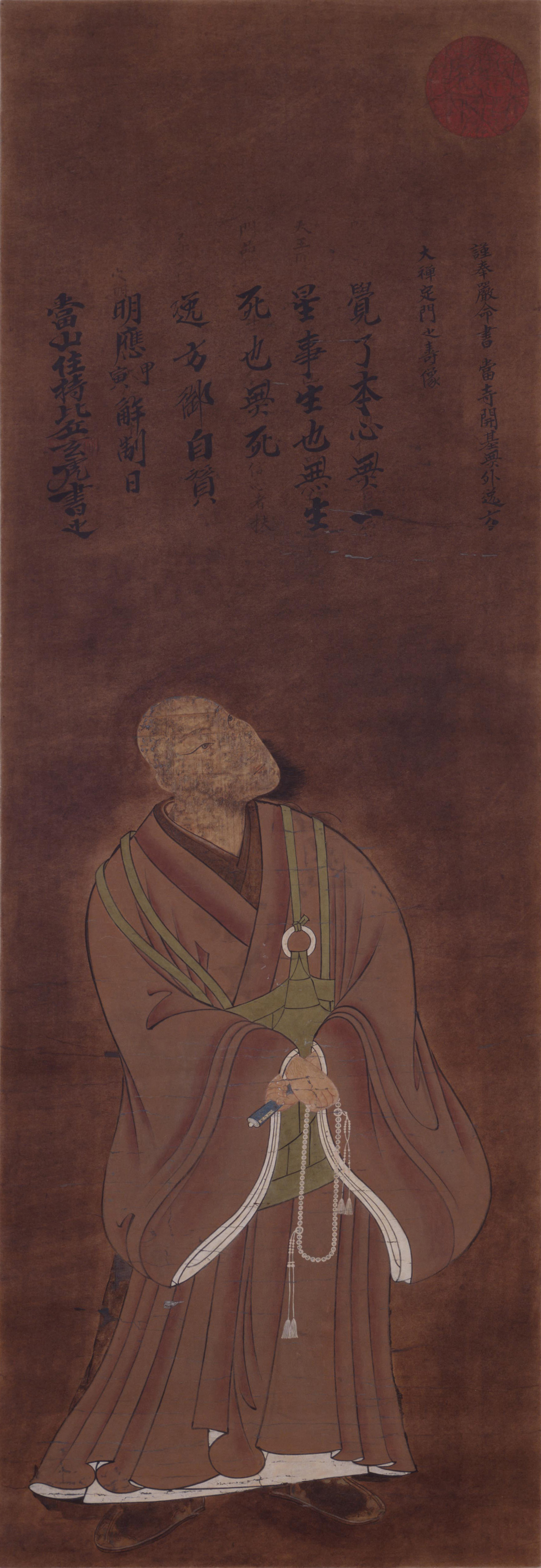
기타바타케 마사사토

기타바타케 마사사토(일본어: 北畠政郷, 1449년 ~ 1508년)는 무로마치 시대 중기의 구교(公卿)로, 기타바타케 노리토모의 아들이다. 이세 고쿠시 기타바타케 가의 제 5대 당주이다. 개명 전의 이름은 '마사토모(政具)'였다.
1471년, 아버지의 죽음으로 기타바타케 가의 당주가 된다. 이세 북방의 슈고가 된 후 세력 확대를 목표로 하여, 나가노 씨 등 제 호족과 항쟁을 반복했지만 큰 전과는 거두지 못했다. 아들은 기치카 등이 있다. 그의 계통에서는 4남 기타바타케 아키하루(北畠顕晴)를 시조로 하는 다마루 씨(田丸氏) 등이 나왔다. 1508년 죽었다.
| 전임 기타바타케 노리토모 | 제5대 이세 기타바타케 가문 당주 1471년 ~ 1508년 | 후임 기타바타케 기치카 |